# Гориславці
Горисла́вці — село в Україні, у Кременчуцькому районі Полтавської області. Входить до складу Піщанської сільської громади. Населення становить 550 осіб.

## Географія
Село Гориславці знаходиться на правому березі річки Сухий Кагамлик, за 20 км від райцентру м. Кременчука та за 6 км від залізничної станції Рублівка. Вище за течією на відстані 2,5 км розташоване село Погреби, нижче за течією на відстані 0,5 км розташоване село Олефірівка, на протилежному березі — село Миловидівка. Річка в цьому місці пересихає, на ній зроблено кілька загат. Через село проходить автомобільна дорога Т 1716.

## Походження назви
За архівними джерелами назва села походить від прізвища перших поселенців — трьох рідних братів на прізвище Гориславець.
За народними переказами назву селу дали троє братів, що захистили свою землю від ворогів, принісши їй гори слави.

## Легенда про Гориславці
Історія схожа на казку чи легенду, вона зацікавить усіх, хто хоч одним оком прагне заглянути в казкові історичні події далеких минулих часів.
Було це дуже давно. Люди не мали постійного місця проживання, мешкали там, де кому заманеться. Ось і на території нашого села проживали три рідні брати-козаки на прізвище Гориславець. Мали вони великі сім'ї, багато дітей. Дружини їхні готували смачну затірку, квашу фруктову, печений кабак та потапці.
Улітку всі працювали на землі, вирощували овочі, щоб вистачило прогодуватися сім'єю до нового врожаю. Діти допомагали матерям у всьому. А чоловіки пильно боронили свою оселю від ворогів-нападників.
Аж ось одного разу напали на хутір недоброчливці. Великого лиха завдали мирним жителям, майно спалили, жінок і дітей побили. Все господарство зрівняли з землею. Брати Гориславці мужньо боролися з ворогами, та сили були зовсім нерівні. Загинули всі троє, принісши своєму краю гори слави.
Через деякий час поселилися в цьому мальовничому місці інші люди, а хутір назвали на честь братів Гориславцями. На могилах героїв насипали високі кургани, як пам'ять про мужніх і сміливих захисників рідного краю. До цього часу збереглися ті могили, які в народі називають «Три брати».
Поруч з Гориславцями появився хутірець, на лівому березі річки Сухий Кагамлик. Кажуть, що їхала цариця Катерина по цій території, поглянула ліворуч і вигукнула: «Какой мильй вид!»
З того часу і назвали поселення «Миловидівка». Ще один хутірець — Соколянкою зветься. Була начебто московська пані Сокологірна, і стала вона дружиною пана Олефіра, що тут проживав. У посаг за панянку її батько дав майстрових людей — шевців, ковалів, ткачів. І прізвища здавна на Соколянці були такі: Швець, Кравець, Ткач, Коваль. Деякі збереглися до цього часу.
Так і живуть-поживають до цього часу добрі і щирі люди-гориславчани. Працюють на землі, не лінуються, народжують дітей, господарюють. І дуже люблять співати. А в лісосмугах, гайках луною озиваються до них чарівні солов'їні пісні.

## Історія

### Російська імперія
Хутір Гориславці заснований 1776 року вільними козаками — трьома братами на прізвище Гориславець (з цього роду відомий Семен Гориславець — кременчуцький сотенний хорунжий у 1762—1764 роках).
Жителі села займалися хліборобством, збували в місті збіжжя та іншу продукцію, а ті, що не могли обробляти землю або зовсім її не мали, наймалися працювати до багатіїв. Незначна частина жителів займалась ремеслами: ткацтвом, теслярством, чоботарством та ін.
Протягом XIX століття основним духовним центром села були церкви в селі Погреби та Богомолівка (зараз Нова Знам'янка), прихожанами яких були жителі села Гориславці. При церквах діяли церковні школи.

### Радянська окупація
З приходом Радянської влади в Гориславцях працювала початкова школа, а в Задорожнівці навчалися учні 4-7 класів. Директором цих двох шкіл був Сіренко Дем'ян Лаврентійович. Учителем біології, історії, географії був Грінченко Прокіп Васильович, який разом зі своїми учнями створив шкільний сад.
У січні 1918 року було проголошено радянську владу. Створено колгосп ім. Леніна.
Від голоду 1932—1933 років померло близько 330 чоловік. Вмирали цілі сім'ї по 5-7 чоловік. На кожному з 3-ох великих цвинтарів є місця поховань: десятки великих розсунутих могил, зарослих земним дерном.

### Друга світова війна
Під час німецько-нацистської окупації (11 вересня 1941 — 21 вересня 1943 рік) гітлерівці розстріляли 5 жителів за непокору. На примусові роботи в Німеччину було вивезено 135 жителів села, дехто так і не повернувся додому. Мобілізовано на Німецько-радянську війну 270 жителів, серед них 6 молодих дівчат.

### Повоєнні часи
Після війни 3 колгоспи (у Соколянці (Олефірівка) — ім. Ворошилова, у Задорожнівці (Миловидівка) — ім. Будьонного, у Гориславцях — ім. Леніна) було об'єднано в один з центральною садибою в селі Гориславці. Головою колгоспу був обраний Дмитро Прокопович Бондаренко, який пропрацював на цій посаді 26 років. Село відбудовувалося. Були побудовані комори, ферми, склади, школа, дитсадок, медпункт, відділення зв'язку, лазня, млин, автотракторні гаражі, їдальня.
У 1955–1962 роках працівники колгоспу були неодноразовими учасниками і лауреатами Виставки досягнень народного господарства в Москві:
- Гориславець Федір Олексійович — бригадир рільничої бригади
- Гориславець Іван Корнійович — тракторист
- Бондаренко Дмитро Прокопович — голова колгоспу
- Салабай Олександр Онисимович — бухгалтер
- Балим Григорій Борисович — агроном
- Приходько Ганна Максимівна — ланкова рільничої бригади.

1960 року було побудовано приміщення восьмирічної школи, яке функціонує до цього часу. 25 років директором цієї школи працював Галаневич Юрій Миколайович, 18 років — Пешко Володимир Миколайович.
1967 року в селі було встановлено пам'ятник Г. І. Петровському, чиє ім'я став носити колгосп, згодом радгосп і центральна вулиця села.
1969 року в Москві відбувся ІІІ-й Всесоюзний з'їзд колгоспників. Від місцевого господарства делегатом був механік Погорілець Володимир Якович.
За короткий час були створені механізований тік, олійниця, будинок культури, гараж з опалювальними боксами, газова котельна, майстерня по ремонту техніки, нова с/г техніка. 1977 року колгосп було реорганізовано в радгосп по вирощуванню садової продукції. Директором радгоспу в цей час був Бубела Петро Федорович, досвідчений агроном.
1989 року, коли директором радгоспу був Дон Володимир Володимирович, центральна вулиця села була газифікована.

### Незалежність
1994 року радгосп було реорганізовано в КСП «Промінь», а згодом в агрофірму «Промінь». З 2004 року велике господарство було розпайоване, земельні паї віддані різним приватним підприємцям та господарствам.
До 2015 року —  центр сільської ради. Орган місцевого самоврядування — Гориславська сільська рада. Раді були підпорядковані села: Коржівка, Миловидівка, Олефірівка.

## Демографія
Природний приріст населення — від'ємний, відбувається процес старіння населення. Але за останній рік збільшилась кількість новонароджених, більше молоді залишається в селі в зв'язку з появою нових робочих місць. За перспективною мережею набору дітей до 1 класу 2006 рік є переломним: з 2007 року кількість дітей збільшуватиметься у зв'язку зі збільшенням народжуваності.
За переписом 1859 року Гориславці були козацьким хутором, на якому налічувалось 12 дворів з 120 жителями.
1910 року в селі Гориславці Кохнівської волості Кременчуцького повіту — 113 дворів, 659 жителів.
Згідно з переписом УРСР 1989 року чисельність наявного населення села становила 540 осіб, з яких 236 чоловіків та 304 жінки.
За переписом населення України 2001 року в селі мешкали 544 особи.

### Мова
Розподіл населення за рідною мовою за даними перепису 2001 року:
| Мова       | Відсоток |
| ---------- | -------- |
| українська | 93,27 %  |
| російська  | 5,82 %   |
| білоруська | 0,55 %   |
| вірменська | 0,36 %   |

## Інфраструктура
У селі працює Гориславський навчально-виховний комплекс «Загальноосвітня школа-дошкільний навчальний заклад». За наслідками навчально-виховної роботи школа постійно знаходиться в трійці найкращих серед шкіл І-ІІ ступенів. Учні школи є призерами районних конкурсів та змагань. Працює бібліотека.
У Гориславцях працює сільський Будинок культури, де проводяться вечори відпочинку, загальносільські свята. Працюють аматорські колективи: «Берегиня» (керівник Березняк Федосій), вокально-інструментальний ансамбль «Гориславці» (керівник Назаренко Олександр Федорович).
За станом здоров'я населення слідкують працівники місцевого ФАПу, який підпорядкований Піщанській медичній амбулаторії, фельдшер Логвиненко Д. С. та медсестра Старик Л. А.
В селі працює відділення зв'язку. Працює АТС на 100 номерів. діють 6 магазинів.
Через село прокладена дорожня магістраль. Село зв'язане автобусним сполученням з райцентром, навколишніми селами.
|                             |               |                  |
| Навчально-виховний комплекс | Дитячий садок | Будинок культури |

## Архітектура
У Гориславцях збудовані такі пам'ятники:
- Г. І. Петровському (1967 рік);
- пам'ятник воїнам та односельчанам, загиблим у роки німецько-радянської війни (збудований 1956 року).

|                                                   |                |                              |
| Пам'ятник воїнам та односельчанам, загиблим у ВВв | Пам'ятна дошка | Пам'ятник Г. І. Петровському |